# Змея (туманность)
Змея или Barnard 72 — тёмная туманность в созвездии Змееносца, открытая Эдвардом Барнардом в начале 20-го века. Представляет собой небольшой сгусток межзвёздной пыли, расположенной к северо-северо-востоку от туманности Курительной Трубки. Толщина туманности примерно от ≈2' до ≈3' по краям и ≈6' в середине. Является частью туманности Тёмного Коня.
К югу от туманности также были найдены: B68, а южнее: B69, B70 и B74.

## В литературе и играх
- Во вселенной Mass Effect в туманности Змея располагается станция Цитадель, являющаяся политической (здесь находится Совет Цитадели), культурной и финансовой столицей всего галактического сообщества.